# Нотація Конвея
Нотація Конвея —  нотація для запису великих чисел в математиці. Автор англійський математик Джон Конвей. 

## Визначення
Ланцюг Конвея визначається такими правилами:
- Натуральне число це ланцюг довжини 1.
- Ланцюг довжини {\displaystyle ~n}, після якого йде → та натуральне число, формує ланцюг довжини {\displaystyle ~n+1}.

Якщо a та b натуральні числа, а X — підланцюг, тоді:
- {\displaystyle ~a\to b=a^{b}.}
- {\displaystyle ~X\to a\to 1=X\to a.}
- {\displaystyle ~X\to 1\to b=X.}
- {\displaystyle ~X\to (a+1)\to (b+1)=X\to {\Big (}X\to a\to (b+1){\Big )}\to b.}

## Властивості
- Тетрація в нотації Конвея:
{\displaystyle a\to b\to 2=\;^{b}a=\underbrace {a^{a^{\cdot ^{\cdot ^{a}}}}} _{b}}

- Пентація в нотації Конвея:
{\displaystyle a\to b\to 3=\;_{b}a=\underbrace {^{^{^{^{a}\cdot }\cdot }a}a} _{n}}

- Зв'язок між гіпероператором, нотацією Кнута та нотацією Конвея:
{\displaystyle {\begin{matrix}a\uparrow ^{n}b&=&{\mbox{hyper}}(a,n+2,b)&=&a\to b\to n\\{\mbox{(Knuth)}}&&&&{\mbox{(Conway)}}\end{matrix}}}

## Приклади
{\displaystyle 2\to 3\to 2=2\uparrow \uparrow 3=2^{2^{2}}=16}
{\displaystyle 2\to \left(3\to 2\right)=2^{(3^{2})}=2^{3^{2}}=512}
{\displaystyle \left(2\to 3\right)\to 2=\left(2^{3}\right)^{2}=64}